# Neef Itt
Neef Itt is een lid van de fictieve Addams Family.
In tegenstelling tot de andere familieleden is Itt niet bedacht door Charles Addams, maar door David Levy. Itt maakte zijn debuut dan ook in de originele televisieserie, en niet in de strips van Charles. Wel werd Itt in de strips geïntroduceerd na zijn creatie.

## Personage
Itt is een neef van Gomez Addams. Hij woont niet bij de andere Addamsen in hun herenhuis en komt dan ook minder vaak voor in de Addams Family-producties.
Itt is een klein wezen wiens lichaam geheel verscholen gaat onder zijn haar. Dit haar hangt tot op zijn enkels, en vermoedelijk bestaat zijn hele lichaam uit dit haar. Verder draagt hij altijd een zonnebril en een hoed. Itts haarkleur varieert per incarnatie van de Addams Family. Meestal is dit donkerbruin, maar in The New Addams Family is Itt blond.
Itt spreekt met een hoge stem en praat razendsnel. De Addamsen hebben nooit problemen met Itts taalgebruik, maar anderen (onder wie de kijker) kunnen hem onmogelijk verstaan. Voor de Addamsen is het een vreemde ervaring dat andere mensen Itt niet kunnen volgen.
Itt is in geen van de incarnaties een regulier lid van de familie. Wel is hij altijd een regelmatig terugkerend personage. Itt komt zo vaak bij de Addams Family over de vloer, dat ze in het huis een eigen kamer voor hem hebben ingericht. Alles in deze kamer is gemaakt op Itts formaat.
Itt is een zorgeloze vrijgezel. Wel heeft hij een relatie gehad met Morticia's zus Ophelia. In de eerste film begint Itt een relatie met Margareth, de vrouw van de corrupte rechter Tully. In de tweede film is Tully dood en zijn Itt en Margareth getrouwd. Ze krijgen in deze film ook een kind, dat sprekend op Itt lijkt en de naam What krijgt.
In de tweede animatieserie werkte Itt voor de overheid als een sterke superspion genaamd "Agent Double-O Itt".

## Acteurs
In de originele serie werd Itt gespeeld door Felix Silla. Zijn 'stem' werd gemaakt door geluidstechnicus Tony Magro. Eenmaal leerde Itt normaal te praten, maar dit was slechts voor één aflevering.
In de eerste animatieserie werd Itts stem ingesproken door John Stephenson. In de tweede animatieserie werd zijn stem verzorgd door Pat Fraley.
In de films The Addams Family en Addams Family Values werd Itt gespeeld door John Franklin. In de film Addams Family Reunion werd hij gespeeld door Phil Fondacaro.
In de serie The New Addams Family werd Itt gespeeld door David Mylrea en werd zijn stem ingesproken door Paul Dobson.